# Фредді Мерк'юрі
Фре́дді Ме́рк'юрі (англ. Freddie Mercury, справжнє ім'я: Фаррух Бульсара, Farrokh Bulsara; 5 вересня 1946, Занзібар, Занзібарський султанат — 24 листопада 1991, Лондон) — британський співак, автор пісень і музичний продюсер, відомий передусім як вокаліст та клавішник рок-гурту Queen. Прославився своїм яскравим сценічним образом і чотириоктавним вокальним діапазоном. Написав і виконав багато хітів Queen, зокрема «Bohemian Rhapsody», «Killer Queen», «Somebody to Love», «Don't Stop Me Now», «Crazy Little Thing Called Love», «We Are the Champions». Виступаючи в складі гурту Queen, мав водночас і сольну кар'єру, а іноді був продюсером та запрошеним музикантом для інших колективів.
Народився в сім'ї парсів у Занзібарському султанаті, виріс там, а також в Індії, а в підлітковому віці переїхав з родиною до графства Міддлсекс (Англія). 1970 року разом з гітаристом Браяном Меєм і барабанщиком Роджером Тейлором створив гурт Queen. Помер 1991 року, у віці 45 років, внаслідок ускладнень СНІДу, лише за день до смерті оголосивши про свою хворобу.
1992 року Мерк'юрі посмертно нагородили премією «Brit Awards» за видатний внесок у британську музику, а на стадіоні Вемблі в Лондоні відбувся грандіозний концерт на його честь. 2001 року, разом з іншими музикантами «Queen», його ввели до Зали слави рок-н-ролу, 2003 року — до Зали слави піснярів, а 2004-го — до Британської музичної зали слави. 2002 року Мерк'юрі посів 58-ме місце в опитуванні 100 найвизначніших британців, проведеному компанією BBC. За нього постійно голосують як за одного з найвидатніших співаків в історії популярної музики.
У 2008 році Мерк'юрі посів 18-те місце в списку «100 найвидатніших співаків усіх часів» за версією американського журналу «Rolling Stone».

## Ранні роки

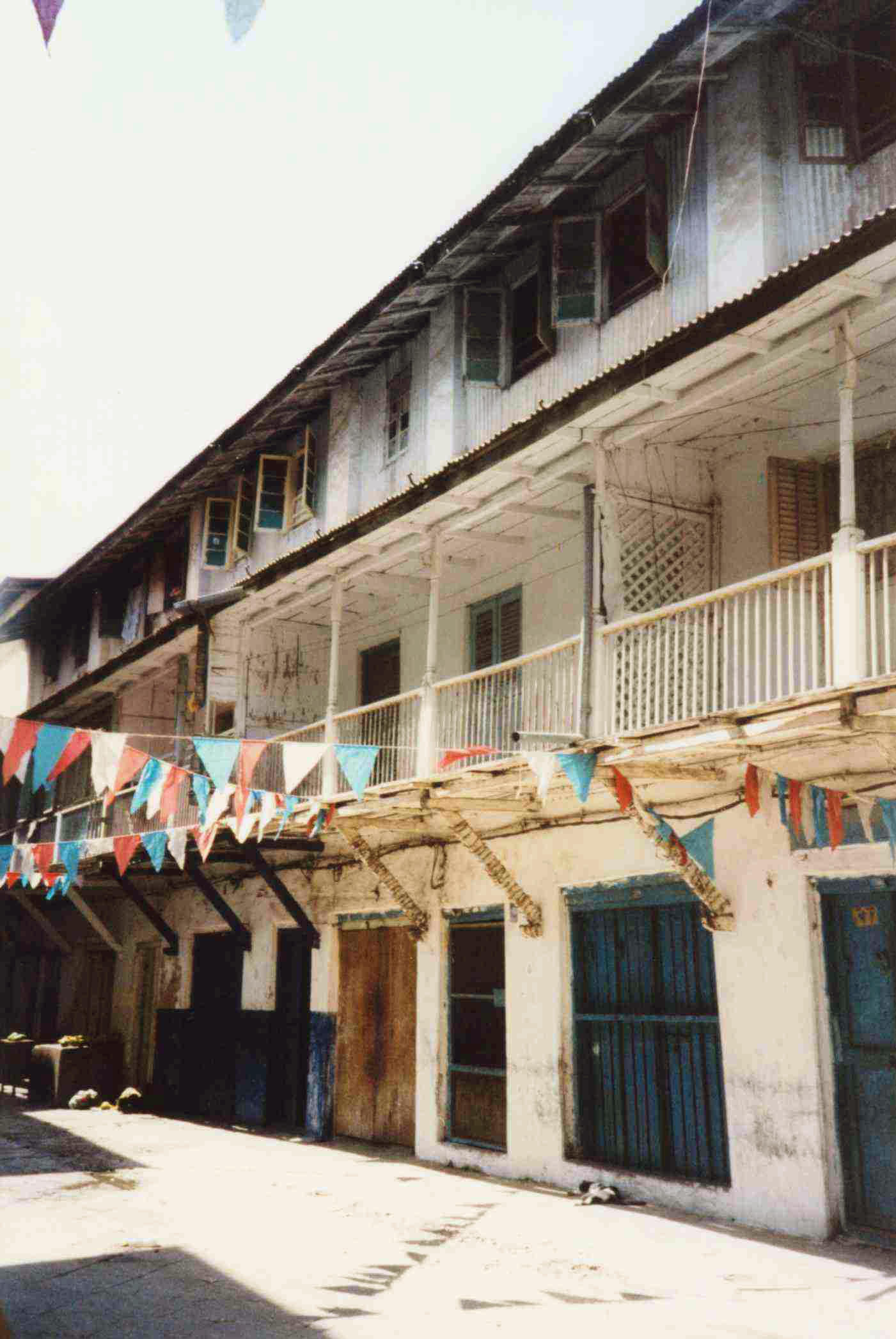
Будинок в Занзібарі, де жила сім'я Мерк'юрі в його ранні роки

Фредді Мерк'юрі (справжнє ім'я Фаррух Бульсара, гудж. ફારોખ બલસારા, Pharōkh Balsārā) народився 5 вересня 1946 року в Кам'яному місті на острові Занзібар, розташованому на схід від африканського узбережжя (тоді — Занзібарський султанат під британським протекторатом, нині територія Танзанії) в родині британського службовця. Його батьки — Бомі (1908—2003) і Джер Бульсара (1922—2016), були парсами з Гуджарату (регіон у провінції Бомбей у Британській Індії). Фаррух (ім'я, дане при народженні, що означає «щасливий») виховувався в зороастрійських традиціях, пізніше це знайшло відбиток у його творчості. Його батько працював касиром у Британському колоніальному офісі, і для того, щоб зберегти цю посаду, сім'я Бульсара переїхала на Занзібар. Фредді мав молодшу сестру на ім'я Кашміра.
Більшу частину дитинства майбутній співак провів в Індії, де в сім років почав брати уроки гри на фортепіано. 1954 року восьмирічного Фарруха віддали вчитися в школу Святого Петра — школу-інтернат для хлопчиків у британському стилі в місті Панчґані (неподалік від міста Мумбаї). У 12 років він створив шкільний ансамбль «The Hectics», де виконував кавер-версії пісень таких рок-н-рольних музикантів, як Кліф Річард і Літл Річард. Існує думка, що на його становлення як музиканта в той час дуже вплинула боллівудська співачка Лата Мангешкар. Утім, один з колишніх товаришів Мерк'юрі по «The Hectics» сказав, що «це нісенітниця. Єдиною музикою, яку він слухав і грав, була західна попмузика». За спогадами одного з тогочасних друзів, Фаррух мав «надприродну здатність відтворити на піаніно почуту по радіо мелодію». Саме в цей період він став називати себе «Фредді», бо англомовним одноліткам було не дуже зручно вимовляти його справжнє ім'я. У лютому 1963 року повернувся на Занзібар, де жив з батьками в їхній квартирі.

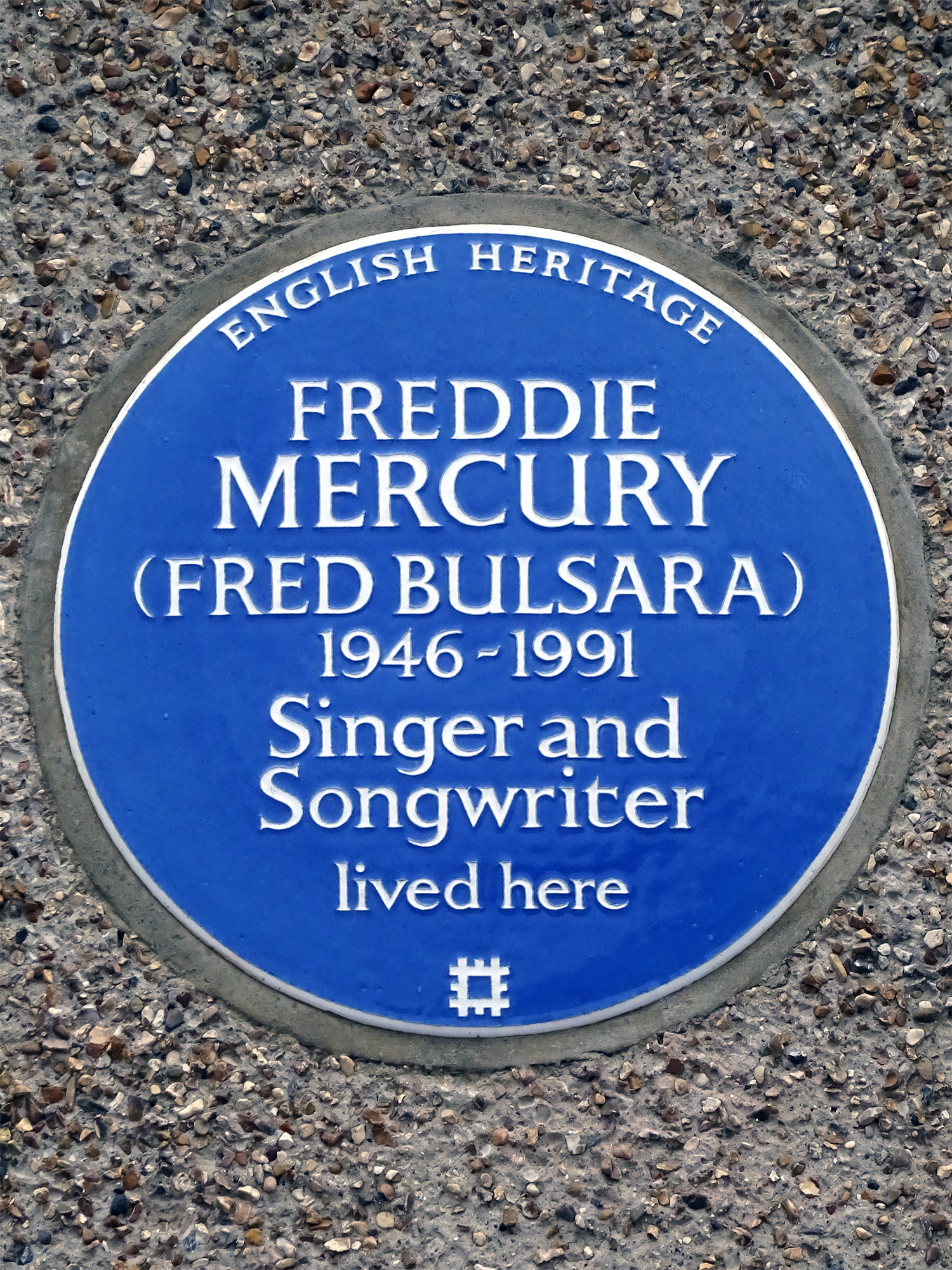
Синя меморіальна дошка English Heritage на Гладстон-Авеню, 22, Фелтем, Лондон

Разом з родиною сімнадцятирічний Мерк'юрі втік із Занзібару, рятуючись від революції 1964 року, під час якої загинули тисячі арабів та індійців. Вони переїхали до Фелтема (Міддлсекс, Англія), де оселились у невеликому будинку на Гладстон-Авеню, 22. Мерк'юрі вступив в Айлворт-Політехнік (нині Коледж Вест-Темз) у Західному Лондоні, де вивчав мистецтво. Врешті здобув диплом фахівця з художньої графіки та дизайну в Коледжі мистецтв Челсі (нині Ілінгський кампус Університету Західного Лондона). Згодом художні навички допомогли йому створити геральдичний герб гурту «Queen».
Після закінчення університету грав у складі низки гуртів і, щоб заробити на прожиття, разом з подругою Мері Остін відкрив ятку на Кенсингтонському ринку в Лондоні, де продавав поношений одяг і свої малюнки. Також працював в аеропорту Гітроу. Друзі час від часу згадують його як тихого й сором'язливого юнака, що дуже захоплювався музикою. У 1969 році увійшов до складу «ліверпульського» гурту «Ibex», пізніше перейменованого на «Wreckage». Деякий час жив у квартирі над ліверпульським пабом «The Dovedale Towers». А що цей гурт не зміг розкрутитися, то він приєднався до іншого колективу під назвою «Sour Milk Sea». Однак на початку 1970 року і цей гурт розпався.
У квітні 1970 року Мерк'юрі познайомився з гітаристом Браяном Меєм і барабанщиком Роджером Тейлором, які раніше грали в гурті «Smile». 1971 року до них приєднався басист Джон Дікон. Попри застереження інших членів та студії «Trident», що на початках займалась менеджментом гурту, Мерк'юрі вибрав назву «Queen». Пізніше він казав: «Вочевидь це дуже по-королівськи і звучить розкішно. Це сильна назва, дуже універсальна і безпосередня. Звичайно ж я усвідомлював гейський підтекст, але то була лише одна з граней». Приблизно тоді ж він взяв собі псевдонім Мерк'юрі. Незадовго до виходу першого альбому Queen він створив логотип гурту, в якому поєднав знаки зодіаку всіх чотирьох членів: двоє левів (Дікон і Тейлор), рак (Мей), а також дві феї для діви (Мерк'юрі). Леви обіймають стилізовану літеру Q, рак вчепився за літеру зверху і над його спиною здіймаються язики полум'я, обидві феї розташовані під левами. Всередині літери Q розміщена корона, а весь логотип перебуває під прикриттям величезного Фенікса. Весь символ дещо нагадує герб Великої Британії, особливо леви, які його тримають.

## Кар'єра

### Співак

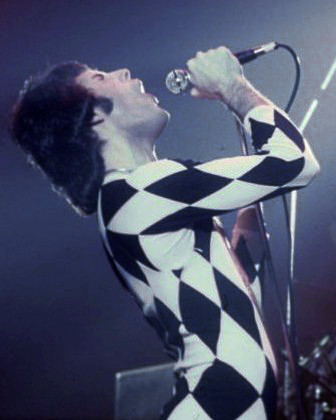
Фредді Мерк'юрі в 1977 році

Відомий вокальний діапазон Мерк'юрі

В повсякденному житті Мерк'юрі розмовляв баритоном, але більшість пісень він виконав тенором. Його вокальний діапазон простягався від баса низький F (F2) до сопрано високий F (F6). Він міг, застосувавши белтинг, піднятись до тенора — високий F (F5). Біограф Девід Брет описав його голос як такий, що «наростає упродовж кількох тактів від глибокого, хриплого рок-гарчання до ніжного, тремтливого тенора, потім до високої, досконалої колоратури, кришталево чистої на верхніх нотах». Іспанська співачка-сопрано Монсеррат Кабальє, з якою Мерк'юрі записав альбом, висловила думку, що «різниця між Фредді і майже всіма іншими рок-зірками полягала в тому, що він продавав голос». Вона додає:
|  | Його техніка приголомшувала. Жодних проблем з темпом. Він співав з гострим відчуттям ритму. Вокальний діапазон був дуже добрим, і він міг легко ковзати з одного регістра на інший. Він володів великою музикальністю. Його фразування було тонким, ніжним і солодким або енергійним і потужним. Він міг знайти потрібне забарвлення або експресивний відтінок для кожного слова. Оригінальний текст (англ.) His technique was astonishing. No problem of tempo, he sang with an incisive sense of rhythm, his vocal placement was very good and he was able to glide effortlessly from a register to another. He also had a great musicality. His phrasing was subtle, delicate and sweet or energetic and slamming. He was able to find the right colouring or expressive nuance for each word. |

Вокаліст The Who Роджер Долтрі назвав Мерк'юрі «найкращим віртуозом серед рок-н-рольних співаків усіх часів. Він міг співати в будь-якому стилі. Він міг змінювати свій стиль від рядка до рядка, і, Господи, це було мистецтво. І це йому вдавалось блискуче».
2016 року дослідницька група під керівництвом професора Крістіана Гербста провела дослідження, щоб зрозуміти що ж такого особливого було в голосі Мерк'юрі. Вони визначили, що співак мав значно швидше вібрато і використовував унтертони, що робило його голос унікальним, особливо порівняно з оперними співаками, і підтвердили вокальний діапазон від f#2 до G5 (трохи більш як 3 октави), але не змогли підтвердити наявність чотирьох октав. Дослідники вивчали зразки вокалу з 23 наявних у продажу записів «Queen», його сольні роботи, а також серії інтерв'ю покійного артиста. Вони також використали ендоскопічні відеокамери для вивчення рок-співака, якого залучили для імітації співочого голосу Мерк'юрі.

### Композитор
Мерк'юрі написав 10 з 17 пісень, що увійшли до альбому «Queen» «Greatest Hits»: «Bohemian Rhapsody», «Seven Seas of Rhye», «Killer Queen», «Somebody to Love», «Good Old-Fashioned Lover Boy», «We Are the Champions», «Bicycle Race», «Don't Stop Me Now», «Crazy Little Thing Called Love» і «Play the Game». 2003 року його посмертно ввели до Зали слави піснярів, а в 2005 році Британська академія піснярів, композиторів і авторів посмертно вшанувала його Нагородою Айвора Новелло за видатне зібрання пісень.
Найбільше в пісенній творчості Мерк'юрі вражає розмаїття стилів, у яких він працював, зокрема: рокабілі, прогресивний рок, геві-метал, госпел і диско. Як він пояснив в інтерв'ю 1986 року, «я ненавиджу робити одне й те саме знову, і знову, і знову. Мені подобається спостерігати за тим, що зараз відбувається в музиці, кіно і театрі, і потім поєднувати всі ці речі». Порівняно з багатьма популярними авторами, Мерк'юрі зазвичай писав музично складний матеріал. Наприклад, «Богемна Рапсодія» ациклічна за структурою і складається з десятків акордів. До альбому Queen II увійшли шість його пісень, що містять багато ключових змін і складний матеріал. З іншого боку, «Crazy Little Thing Called Love» містить лише кілька акордів. Хоча Мерк'юрі нерідко писав дуже складні гармонії, але запевняв, що ледь уміє читати ноти. Більшість пісень він написав на фортепіано, часто використовуючи акорди, що були заскладними для його товариша по колективу, гітариста Браяна Мея.

### Виступи наживо

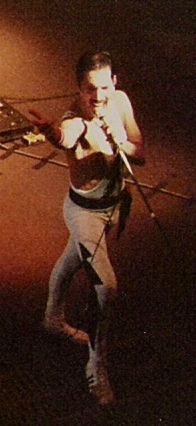
Мерк'юрі виступає наживо у вересні 1984 року

Мерк'юрі прославився своїми концертними виступами наживо, що збирали стадіони по всьому світу. Він демонстрував надзвичайно театральний стиль, завдяки якому значна частина натовпу часто долучалася до участі в шоу. Автор журналу «The Spectator» схарактеризував його як «виконавця, що дражнить, шокує і зрештою зачаровує аудиторію різними екстравагантними версіями самого себе». Девід Бові, який виступав на концерті пам'яті Фредді Мерк'юрі і разом із Queen записав пісню «Under Pressure», похвалив Мерк'юрі за стиль виконання, і сказав: «З-поміж найбільш театральних рок-виконавців Фредді пішов далі за всіх… Він зламав усі шаблони. Я бачив його на концерті тільки один раз, і, як то кажуть, він, безперечно, був людиною, яка могла тримати аудиторію у своїх руках». Гітарист Queen Браян Мей писав, що Мерк'юрі може примусити «навіть людину з останнього ряду стадіону відчувати свою залученість до дійства». Головним реквізитом Фредді на сцені стала зламана мікрофонна стійка. Випадково зірвавши її з важкої підставки під час одного з ранніх виступів, він зрозумів, що її можна обігрувати безкінечно.
Одним з найпам'ятніших виступів Мерк'юрі в складі «Queen» став концерт «Live Aid», що відбувся 13 липня 1985 року в Лондоні, під час якого вся аудиторія стадіону (72 тисячі глядачів) плескала, співала та коливалася в унісон. Ще в цьому концерті взяли участь Пол Маккартні, Ерік Клептон, Девід Бові, Мадонна, «U2», «The Who», Стінг та інші тогочасні рок-зірки. 12 супутників транслювали шоу для 1,6 мільярда телеглядачів у всьому світі. Цей виступ «Queen» музичні експерти згодом оголосили найвеличнішим шоу за всю історію рок-музики. Результати голосування показали в телевізійній програмі «найвидатніші виступи в світі». Потужна, стійка нота Мерк'юрі під час секції а капела стала відомою як «Нота, яку чутно по всьому світі». Переглядаючи «Live Aid» у 2005 році, один критик написав: «ті, хто складають списки славетних рок-фронтменів і віддають перші місця Мікові Джаггеру, Роберту Планту тощо, припускаються жахливого недогляду. Фредді, як можна пересвідчитись з його аполлонівського та діонісійського виступу на Live Aid, був безперечно найбільш богоподібним з-поміж усіх».

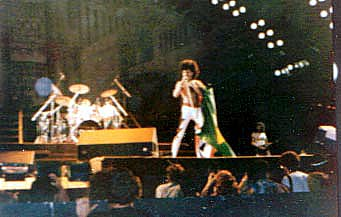
Мерк'юрі на концерті Rock in Rio у Бразилії, 1985.

Упродовж своєї кар'єри Мерк'юрі дав разом з «Queen» близько 700 концертів у різних країнах по всьому світі. Концерти «Queen» вражали своїм великим розмахом. Він якось пояснив: «ми — Сесіль Б. Демілль рок-н-ролу, завжди хочеться робити все більшим і кращим». «Queen» став першим західним гуртом, що виступив на південноамериканських стадіонах, побивши світові рекорди з відвідуваності концертів на стадіоні «Морумби» в Сан-Паулу в 1981 році. 1986 року «Queen» став першим колективом, що зіграв за «залізною завісою», виступивши в Будапешті перед аудиторією 80 000, і це був один з найбільших рок-концертів, які будь-коли відбулись у Східній Європі. Останній його виступ наживо з Queen відбувся 9 серпня 1986 року в маєтку Небворт-Гаус в Англії в присутності близько 150 тисяч глядачів. Під звуки британського національного гімну «Боже, бережи королеву» який зіграли наприкінці концерту, одягнутий у мантію Мерк'юрі, тримаючи золоту корону над головою, попрощався з глядачами.

### Інструменталіст

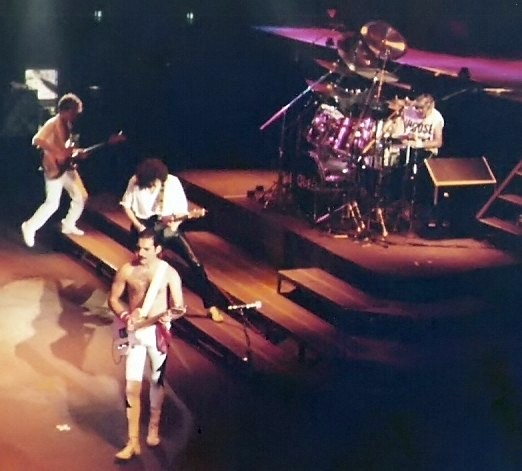
Мерк'юрі грає на ритм-гітарі під час концерту Queen у Франкфурті, Німеччина, 1984.

В дитинстві, живучи в Індії, Мерк'юрі до дев'яти років брав уроки гри на фортепіано. Пізніше, оселившись у Лондоні, він навчився грати на гітарі. Йому переважно подобалася музика, основним інструментом якої була гітара, а улюбленими артистами в той час були «The Who», «The Beatles», Джимі Гендрікс, Девід Бові, і «Led Zeppelin». Незрідка він критично оцінював свій рівень володіння обома інструментами і на початку 1980-х років почав активно запрошувати інших клавішників. Зокрема, для роботи над своїм першим сольним проєктом запросив Фреда Мендела (канадський музикант, який також співпрацював з «Pink Floyd», Елтоном Джоном і гуртом Supertramp). Починаючи з 1982 року Мерк'юрі співпрацював з Морганом Фішером (виступав з «Queen» на концерті під час туру «Hot Space leg»). А від 1985 року й надалі співпрацював з Майком Мораном (у студії) і Спайком Едні (на концертах).
Мерк'юрі виконував фортепіанну партію в багатьох найпопулярніших піснях гурту, зокрема: «Killer Queen», «Bohemian Rhapsody», «Good Old-Fashioned Lover Boy», «We Are the Champions», «Somebody to Love» і «Don't Stop Me Now». Він використовував концертні фортепіано, а часом і інші клавішні інструменти, наприклад клавесин. А з 1980 року в студії почав також часто використовувати синтезатори. Він був віртуозним піаністом, а його гра — зазвичай дуже оригінальною, з особливим акцентом на ритмі. Однак, зі слів товариша по гурту Браяна Мея, Фредді не був достатньо задоволеним своєю грою на фортепіано і з часом став рідше користуватись інструментом, оскільки хотів рухатись по сцені і розважати публіку. Мерк'юрі написав багато гітарних рядів, хоча мав лише початкові навички гри на цьому інструменті. Такі пісні, як «Ogre Battle» і «Crazy Little Thing Called Love», були написані на гітарі; у другій з них Мерк'юрі грав на ритм-гітарі і на сцені, і в студії.

### Сольна кар'єра
Окрім роботи в ансамблі «Queen», Мерк'юрі випустив два сольні альбоми — «Mr. Bad Guy» (1985) та «Barcelona» (1988), а також кілька синглів. Хоча його сольна робота стала не такою комерційно успішною, як більшість альбомів «Queen», все ж обидва ці альбоми та кілька синглів дебютували в ТОП-10 британських чартів. Його перша спроба записати сольний альбом, під псевдонімом Ларрі Люрекс, припадає на 1972 рік. У той час «Queen» записували свій дебютний альбом, а Робін Джеффрі Кейбл, що працював у музичному проєкті, був головним інженером «Trident Studio». Кейбл залучив Мерк'юрі до виконання головних вокальних партій у піснях «I Can Hear Music» і «Goin' Back». 1973 року обидві пісні вийшли одним синглом. Одинадцять років по тому Мерк'юрі взяв участь у записі реміксу на пісню «Love Kills» Річарда «Волфі» Волфа в альбомі 1984 року (пісня також використовується у титрах наприкінці фільму «Заряджена зброя 1» медіакомпанії National Lampoon, Incorporated) і як саундтрек до відреставрованого фільму Фріца Ланга «Метрополіс» 1927 року. Ця пісня, яку написав Джорджо Мородер у співпраці з Мерк'юрі, дебютувала під номером 10 у британських чартах. Її продюсували Мородер і Рейнгольд Мак. Мак також продюсував сингл 1987 року «Hold On», який Мерк'юрі записав з акторкою Джо Дер для німецької екшн-драми «Zabou».
«Mr. Bad Guy» (1985) і «Barcelona» (1988) — два повних альбоми Мерк'юрі, створених окремо від гурту. «Mr. Bad Guy» дебютував у першій десятці британського чарту. 1993 року ремікс на пісню «Living on My Own», синглу з альбому, посмертно посів перше місце в британському чарті. А ще пісня принесла Мерк'юрі посмертно Нагороду Айвор Новело від Британської академії піснярів, композиторів і авторів. Критик «Allmusic» Едуардо Рівадавія схарактеризував пісню «Mr. Bad Guy», як «видатну від початку до кінця» і висловив думку, що Мерк'юрі «виконав гідну похвали роботу, що торує незвідані шляхи». Зокрема, провідну роль у звучанні альбому виконує синтезатор, що невластиво для попередніх альбомів Queen.
Свій другий альбом «Barcelona» він записав разом із оперною примою сопрано Монсеррат Кабальє, яку Мерк'юрі вже давно обожнював. Ця робота поєднує в собі елементи популярної музики та опери. Багато критиків були не певні щодо якості цього альбому, один назвав його «найбільш дивним диском року», тим часом як Кабальє назвала альбом «Barcelona» одним із найбільших успіхів у своїй кар'єрі. Альбом став комерційно успішним, а титульний трек альбому дебютував під № 8 у Великій Британії і також був хітом в Іспанії. Він отримав широку популярність в ефірі як офіційний гімн літніх Олімпійських ігор 1992 (пройшли в Барселоні через рік після смерті Мерк'юрі). Кабальє заспівала її наживо в прямому ефірі на відкритті Олімпіади, з Мерк'юрі на екрані, і ще раз перед початком фіналу Ліги чемпіонів 1999 між Манчестер Юнайтед і мюнхенською Баварією в Барселоні.
Окрім двох сольних альбомів Мерк'юрі записав ще кілька синглів, зокрема свою власну версію хіту «The Great Pretender» гурту «The Platters», який дебютував у британському чарті 1987 року під № 5. У вересні 2006 року у Великій Британії вийшла збірка сольних робіт Мерк'юрі, присвячена 60-річчю від дня його народження. Альбом дебютував у Топ-10 Британії.
У 1981—1983 роках Мерк'юрі записав кілька треків з Майклом Джексоном, зокрема і демозаписи «State of Shock», «Victory» і «There Must Be More to Life Than This». Жоден з цих спільних проєктів офіційно не виходив у той час, хоча існують піратські копії записів. Джексон записав сингл «State of Shock» з Міком Джаггером для альбому «The Jackson 5» Victory. Мерк'юрі вмістив сольну версію пісні «There Must Be More To Life Than This» у свій альбом «Mr. Bad Guy». Згодом «Queen» переробили цю пісню і вмістили її у свій альбом Queen Forever 2014 року.
Окрім співпраці з Майклом Джексоном, Мерк'юрі і Роджер Меддоуз-Тейлор заспівали для титульного треку студійного релізу Біллі Скваєра «Emotions in Motion» 1982 року, а згодом взяли участь у записі двох треків для релізу «Enough Is Enough» 1986 року, як вокалісти в пісні «Love is the Hero» і як аранжувальники пісні «Lady With a Tenor Sax».

## Особисте життя
Упродовж усієї кар'єри Мерк'юрі його приватне життя оповивали чутки про бісексуальність та наркоманію, що стало предметом публікацій у жовтій пресі. Хоча сам співак неодноразово казав, що, якби він жив так, як приписують йому ЗМІ, — він давно б помер, і часто жалівся на самотність та неможливість будувати особисте життя через «зірковий» статус та важку працю, яка забирала весь вільний час. Костюмер Мерк'юрі писав у своїх спогадах, що розваги, секс, куріння та наркотики не були для Фредді важливими. На його думку, наркотиком для Фредді було самовираження: результат найтяжчого напруження всіх його моральних та фізичних зусиль.

### Стосунки

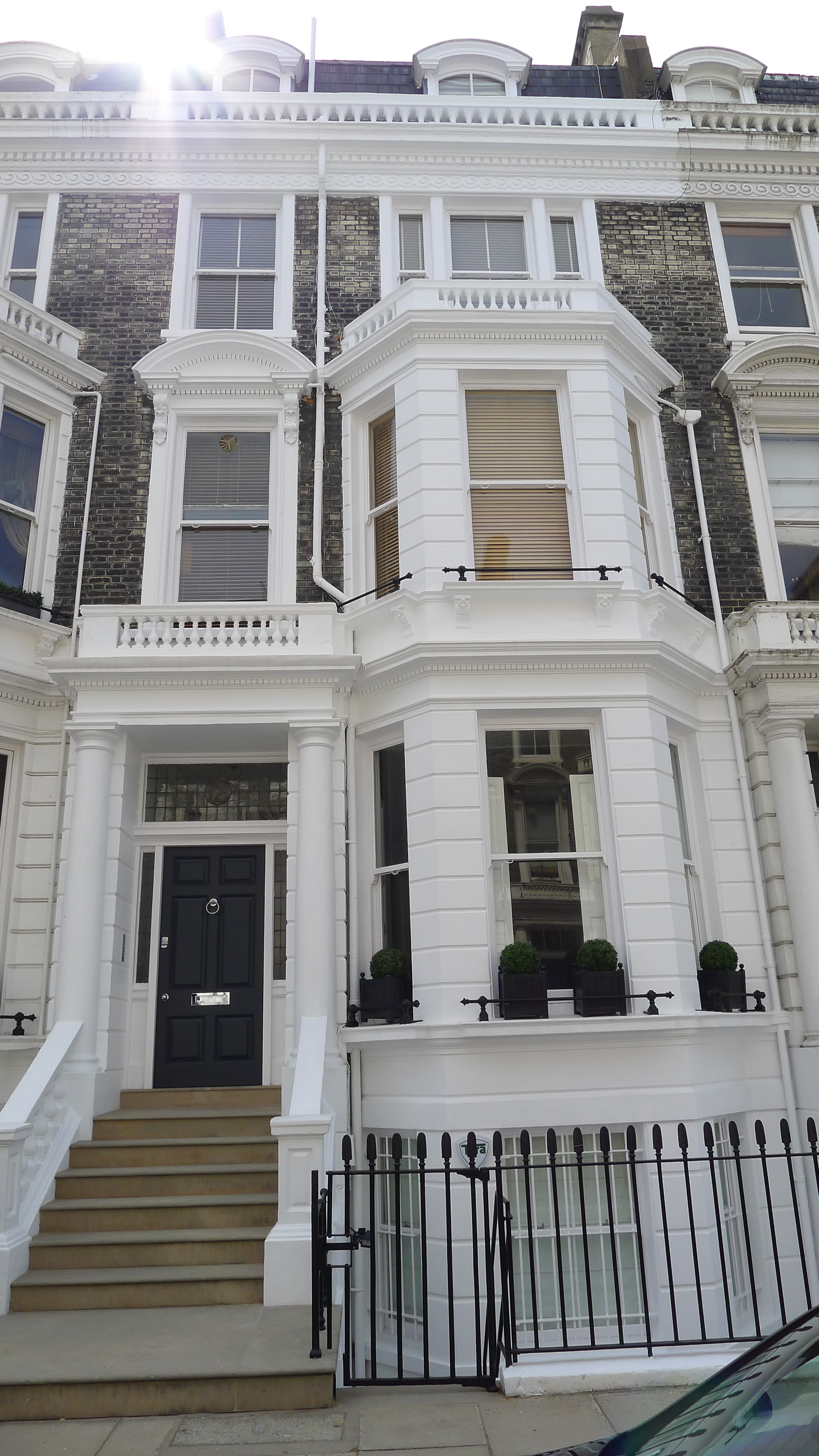
Мерк'юрі жив на Стаффорд-терас 12 у Кенсінґтоні (Лондон), до переїзду на Гарден Лодж

На початку 1970-х Мерк'юрі мав тривалі стосунки з Мері Остін, з якою познайомився через гітариста Браяна Мея. Він жив з Остін кілька років у Західному Кенсінгтоні (Лондон). Однак, у середині 1970-х співак розпочав роман з американським службовцем звукозаписувальної фірми «Elektra Records» і в грудні 1976 року розповів Остін про свою сексуальну орієнтацію, що призвело до припинення їхніх романтичних стосунків. Співак полишив їхню спільну квартиру і переселився на Стаффорд-терас, 12 у Кенсінґтоні та купив Остін квартиру неподалік. Утім Мерк'юрі та Остін залишилися близькими друзями на довгі роки, причому Фредді весь час говорив про неї як про свого єдиного вірного друга. У своєму інтерв'ю 1985 року Мерк'юрі казав про Мері: «Усі мої коханці питали мене, чому вони не можуть замінити Мері (Остін), однак це просто неможливо. Єдиний друг, якого маю — це Мері, і я не хочу більше нікого. Як на мене, вона була моєю неофіційною дружиною. На мою думку, це був шлюб. Ми віримо одне одному, і мені цього достатньо. Я не зміг би закохатись у когось іншого так само, як закохався в Мері». Мерк'юрі присвятив Мері кілька пісень, найвідоміша з яких «Love of My Life». Саме Остін, а не тодішньому партнерові Джимові Гаттону Мерк'юрі заповів останнє своє помешкання — георгіанський маєток «Garden Lodge» за адресою Логан-Плейс 1 на двадцять вісім номерів з навколишнім декоративним садом площею чверть акра, оточеним цегляною стіною. Фредді став хрещеним батьком старшого сина Мері, Річарда.
За повідомленнями, на початку — у середині 1980-х років він мав зв'язок із Барбарою Валентин, австрійською акторкою, яка знялась у відео на пісню «It's a Hard Life». Проте, за іншими даними, Валентин була «просто подругою», а Мерк'юрі насправді в той час зустрічався з німецьким ресторатором Вінфрідом Кірхерберґером. 1985 року він розпочав ще одні тривалі стосунки, з перукарем Джимом Гаттоном (1949—2010). Гаттон, у якого в 1990 році виявили ВІЛ, жив з Мерк'юрі упродовж останніх шести років його життя, доглядав за ним під час його хвороби і перебував біля його ліжка, коли той помер. За словами Гаттона, Фредді помер з весільною обручкою на руці, яку той йому подарував.

### Дружба з Кенні Евереттом
Радіо-діджей Кенні Еверетт познайомився з Мерк'юрі в 1974 році, коли запросив співака на своє ранкове шоу на радіо «Capital London». Як одні з найбільш яскравих, епатажних і улюблених британських артистів, вони одразу стали близькими друзями, адже мали багато спільного. Еверетт відіграв важливу роль у ранньому успіху Queen, коли в 1975 році Мерк'юрі приніс йому сигнальну копію синглу «Bohemian Rhapsody». Хоча про себе Еверетт сумнівався, що якась станція крутитиме пісню тривалістю понад 6 хвилин, але нічого не сказав Мерк'юрі, помістив пісню на програвач і, прослухавши її, сказав у захваті: «забудь, це буде номер один на століття». Хоча «Capital Radio» офіційно не прийняло пісню, та анархічний Еверетт став без упину розповідати про запис, який він має, але не може ввімкнути, аж поки пісня «випадково» почала грати, а Еверетт заявив: «ой, мій палець напевно послизнувся». Комутатор станції розривався від дзвінків слухачів, які хотіли знати, коли випустять пісню. Одного дня Еверетт пустив її в ефір 36 разів.
У 1970-х роках їхня дружба стала ближчою: Еверетт став радником і наставником Мерк'юрі, а Мерк'юрі, як повірник Еверетта, допоміг тому прийняти свою сексуальну орієнтацію. На початку — у середині 1980-х років вони досліджували свою гомосексуальність і експериментували з наркотиками, і хоча вони ніколи не були коханцями, постійно разом досліджували нічне життя Лондона. До 1985 року вони розійшлися через сварку щодо поглядів на використання та спільне вживання наркотиків. Їх дружба стала ще напруженішою коли колишня дружина Еверетта «Леді Лі» в своїй автобіографії викрила його гомосексуальну орієнтацію, і Мерк'юрі став на її бік. 1989 року, коли вони обоє мали проблеми зі здоров'ям, Мерк'юрі з Евереттом знову почали розмовляти і змогли помиритись.

### Сексуальна орієнтація
Одні оглядачі твердили, що Мерк'юрі приховував свою сексуальну орієнтацію від громадськості, інші ж запевняли, що він був «відкритим ґеєм». У грудні 1974 року журналіст «New Musical Express» запитав його прямо: «То як щодо нахилів?», на що Мерк'юрі відповів: «Ну ти й хитрун. Скажімо так: були часи, коли я був молодий і зелений. Через це проходять школярі. Я брав участь у школярських витівках. Деталізувати я не збираюся». Лише за сім років перед тим, 1967-го, в Сполученому Королівстві декриміналізували гомосексуальні стосунки між чоловіками віком понад 21 рік. У 1980-х роках під час публічних заходів він часто тримався окремо від свого партнера Джима Гаттона. У жовтні 1986 року газета «Сан» заявила, що Мерк'юрі «зізнався в низці гомосексуальних зв'язків на одну ніч».
Помпезні сценічні виступи Мерк'юрі часом наштовхували журналістів на думку про його сексуальну орієнтацію. Дейв Діксон, переглянувши виступ Queen 1984 року на стадіоні Вемблі для журналу «Kerrang!», помітив звертання «camp» з боку Мерк'юрі до аудиторії і навіть описав його поведінку як «повії, що набундючено кривляється і позує». 1992 року Джон Маршалл з «Gay Times» висловив таку думку: "[Мерк'юрі] був «королевою сцени» («scene-queen») і не боявся публічно показувати своє ґейство, але не збирався аналізувати або виправдовувати власний 'спосіб життя'… Ніби цим він казав світові: «'я такий, який є. Ну і що?' І це саме по собі було певною заявою».

### Особистість
Хоча на сцені Мерк'юрі культивував яскравий тип особистості, він був боязким і нерішучим поза сценою, особливо поруч з людьми, яких не знав добре, і давав дуже мало інтерв'ю. Якось він сказав про себе: «коли я виступаю, я — екстраверт, але всередині я зовсім інша людина». Перебуваючи на сцені співак купався в променях любові від своїх слухачів. У своїй передсмертній записці Курт Кобейн згадує, як він «захоплювався і заздрив, коли Мерк'юрі, здавалося, любив насолоджуватися любов'ю і обожнюванням натовпу».
1987 року Мерк'юрі відзначив свій 41-й день народження в Pikes Hotel (Ібіса), через кілька місяців після того, як дізнався, що в нього ВІЛ. Мерк'юрі дуже сильно шукав розради в тому відпочинку й був близьким другом власника готелю, Ентоні Пайка, який описав співака як «найкрасивішу людину, що я будь-коли зустрічав у своєму житті. Таку цікаву і щедру». За даними біографа Леслі-Енн Джонс, Мерк'юрі «почувався там як вдома. Він грав у теніс, відпочивав біля басейну, а вночі відвідував ґей-клуб або бар». Вечірку, що відбулася 5 вересня 1987 року, називали «найнеймовірнішим прикладом надмірності, свідком якої цей середземноморський острів будь-коли був». Її відвідали близько 700 осіб. Торт у формі Храму Святого Сімейства Ґауді створили спеціально для вечірки, хоча справжній торт розвалився і його замінили на 2-метрову губку з нотами пісні Мерк'юрі «Барселона». Менеджер Queen Джим Біч отримав рахунок на відшкодування збитків, де порахували 232 розбиті склянки.

### Захоплення
За свідченням сучасників, Фредді Мерк'юрі був дуже цікавою людиною, з величезним почуттям гумору. Він любив класичну оперу та балет (це видно з його костюмів на початку кар'єри), цікавився мистецтвом Японії та колекціонував японські витвори мистецтва.
Фредді мешкав у великому будинку із садом. У нього було кілька котів (якось водночас у нього їх жило десять), які були його найулюбленішими тваринами. Його альбом «Mr. Bad Guy» та пісня «Delilah» були присвячені кішкам, також Мерк'юрі знімався у відео в костюмах, що нагадували котів (наприклад, у відеокліпі для «These Are the Days of Our Lives»). Також тримав у своєму маєтку у спеціальному басейні золотих коропів.
Був палким прихильником відомої американської кіноактриси Мерилін Монро. Зі співачок найбільше захоплювався талантом Арети Франклін. Його улюблені напої — горілка та шампанське.

## Хвороба і смерть

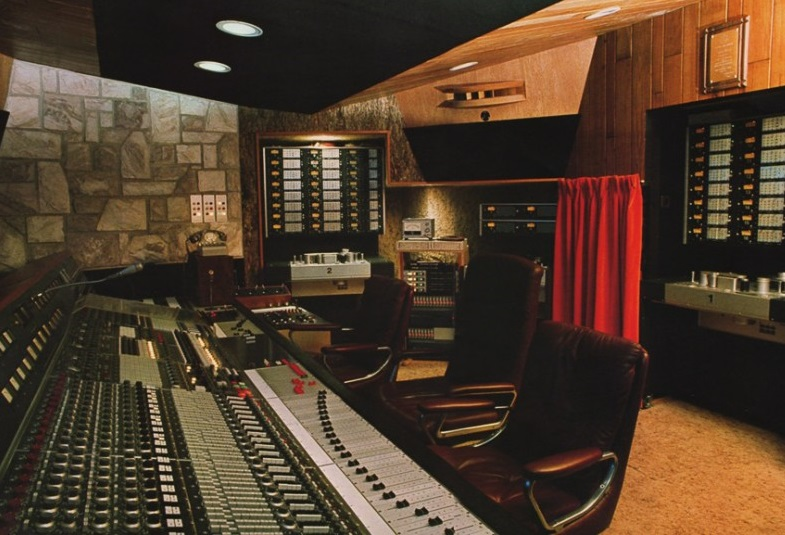
Студія звукозапису Mountain Studios в Монтре (Швейцарія), де Queen записувалися з 1978 по 1995 рік. Мерк'юрі записав свій останній вокал тут у травні 1991 року. У грудні 2013 року студію відкрили для вільного відвідування під назвою «Queen Studio Experience», просячи прихильників жертвувати гроші на благодійний фонд Mercury Phoenix Trust.

У жовтні 1986 року британська преса повідомила, що в клініці на Гарлі-стріт зробили аналіз крові Мерк'юрі на ВІЛ/СНІД. Репортер газети Сан Г'ю Віттоу запитав співака про цей випадок в аеропорту Гітроу, коли той повертався з Японії. Мерк'юрі заперечив, що має венеричне захворювання. Як твердив його партнер Джим Гаттон у своїй книзі «Mercury and Me», Фредді діагностували ВІЛ ще навесні 1987 року. Однак, того самого року в інтерв'ю співак запевнив, що результат його аналізу на ВІЛ негативний. Попри його заперечення, протягом наступних кількох років британською пресою продовжували повзти чутки, які підживлювалися змінами у зовнішньому вигляді Мерк'юрі, відсутністю турів Queen та повідомленнями колишніх коханців у різних таблоїдах. На 1990 рік чуток про його здоров'я було дуже багато. На церемонії нагородження Brit Awards 1990, яка відбулася 18 лютого в лондонському Театрі «Домініон», помітно кволий Мерк'юрі востаннє з'явився на сцені, де разом із рештою музикантів Queen одержав нагороду за видатний внесок у британську музику. До кінця життя його постійно переслідував натовп фотографів, а газета «The Sun» випустила серію статей, в яких переконувала, що Фредді серйозно хворий, зокрема, у статті від листопада 1990 року, коли показала зображення виснаженого Мерк'юрі на головній сторінці, під заголовком: «Це офіційно — Фредді тяжко хворий».
Однак, Мерк'юрі і його найближче оточення колег і друзів, яким він міг довіряти, постійно спростовували ці розповіді. Навіть після однієї статті на першій шпальті, опублікованої 29 квітня 1991 року, яка зображувала Мерк'юрі дуже виснаженим, під час однієї з його, рідкісних на той час, появ на публіці. Висловлювали думку, що він міг би зробити внесок у підвищення обізнаності про СНІД, якби раніше повідомив про свою хворобу. Мерк'юрі зберігав стан свого здоров'я в таємниці, щоб захистити тих, хто був поруч із ним. В інтерв'ю 1993 року Браян Мей підтвердив, що Фредді розповів іншим музикантам гурту про свою хворобу набагато раніше. У знятому в травні 1991 року музичному відео на пісню «These Are the Days of Our Lives», яке стало останньою появою Мерк'юрі перед камерою, він постає дуже худим. Інші музиканти вже були готові до запису, коли Мерк'юрі відчував, що може прийти в студію, на годину або дві. Мей казав про Мерк'юрі: «Він просто весь час повторював: „Пиши мені більше. Напиши мені якусь річ. Я хочу просто проспівати це, і коли я піду, ви зможете самі все доробити“. Йому не було страшно, зовсім». Джастін Ширлі-Сміт, який працював помічником інженера під час тих останніх сесій, каже: «це важко пояснити людям, але то не було сумно, то було дуже щасливо. Він [Фредді] був одним з найсмішніших людей, яких я будь-коли зустрічав. З ним я сміявся майже весь час. [Про свою хворобу] Фредді казав „я не буду думати про неї, я просто збираюся робити щось“».
У червні 1991 року, завершивши роботу з Queen, Мерк'юрі зачинився вдома в Кенсінґтоні (західний Лондон). Колишня партнерка, Мері Остін, була особливою розрадою в його останні роки. І в останні кілька тижнів його життя регулярно навідувалась до Фредді, щоб доглядати за ним. Наприкінці життя Мерк'юрі почав сліпнути й так ослаб, що більше не міг вставати з ліжка. Через погіршення стану Мерк'юрі вирішив наблизити смерть, відмовившись приймати ліки, а пив лише знеболювальне.
22 листопада 1991 року Мерк'юрі викликав менеджера Queen Джима Біча (англ. Jim Beach) до себе додому в Кенсінґтоні, щоб підготувати публічну заяву. Наступного дня, 23 листопада, її оприлюднили для преси від імені Мерк'юрі:
|  | «Враховуючи чутки, що ходили в пресі останні два тижні, я хочу підтвердити: аналіз моєї крові на ВІЛ виявився позитивним, у мене СНІД. Я вважав за потрібне тримати цю інформацію в таємниці, щоб зберегти спокій рідних та близьких. Однак настав час повідомити правду друзям та прихильникам у всьому світі. Я сподіваюсь, що кожний приєднається до боротьби з цією жахливою хворобою». Оригінальний текст (англ.) Following the enormous conjecture in the press over the last two weeks, I wish to confirm that I have been tested HIV positive and have AIDS. I felt it correct to keep this information private to date to protect the privacy of those around me. However, the time has come now for my friends and fans around the world to know the truth and I hope that everyone will join with me, my doctors and all those worldwide in the fight against this terrible disease. My privacy has always been very special to me and I am famous for my lack of interviews. Please understand this policy will continue. |

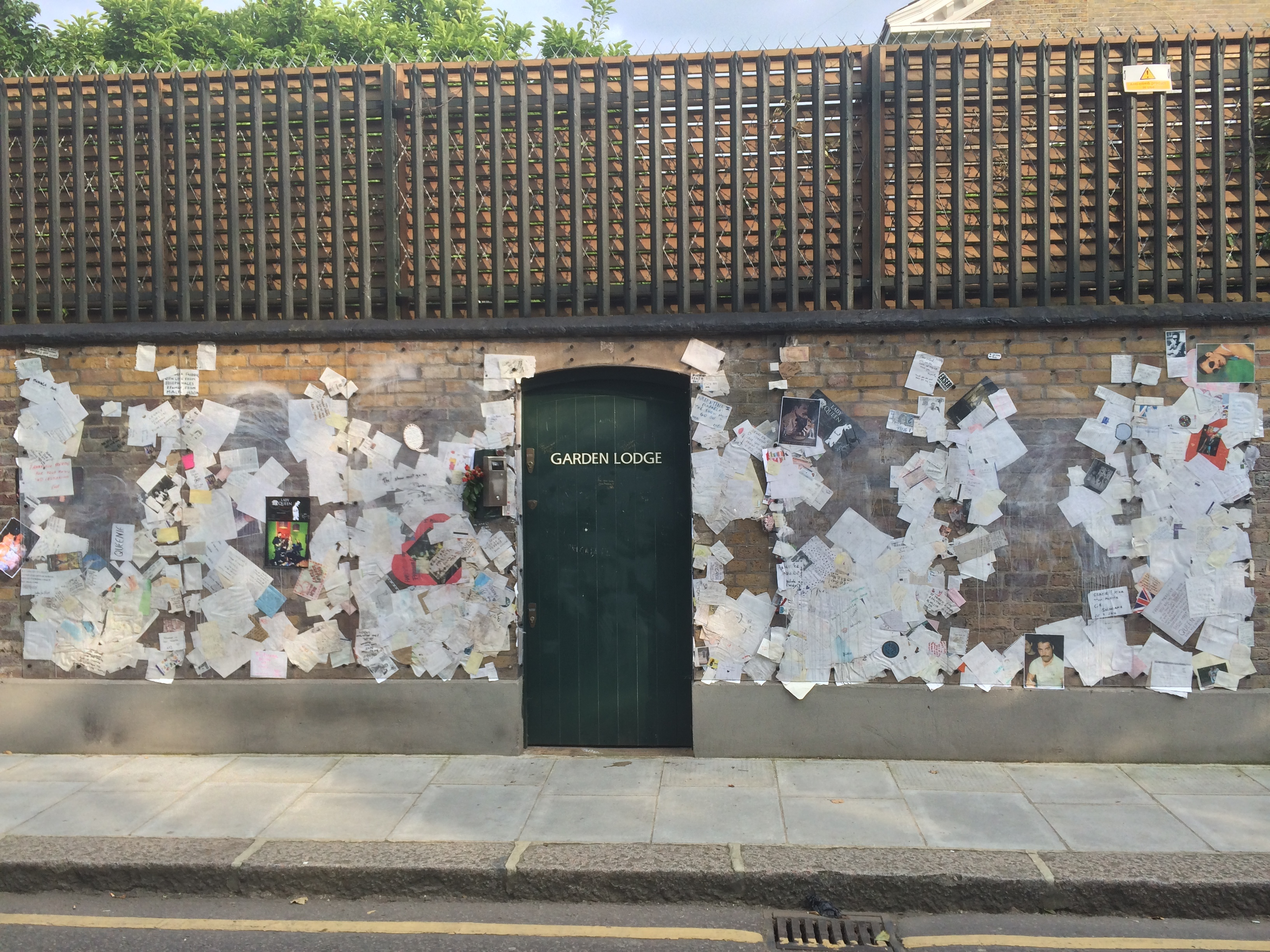
Зовнішні стіни останньої домівки Мерк'юрі, Garden Lodge, за адресою Логан-Плейс, 1, західний Лондон, стали храмом на честь покійного співака. Світлина від 2014 року.

Увечері 24 листопада 1991 року, приблизно о 19:00, всього через 24 години після оприлюднення заяви, Мерк'юрі помер у віці 45 років у своєму будинку в Кенсінґтоні. Офіційною причиною смерті названо бронхіальну пневмонію, спричинену СНІДом. Близький друг співака, Дейв Кларк з гурту The Dave Clark Five, провів ніч біля ліжка Мерк'юрі, коли той помирав. Мері Остін подзвонила батькам і сестрі Мерк'юрі, щоб повідомити цю звістку, а газет і телебачення вона дісталась рано-вранці 25 листопада.
27 листопада Мерк'юрі відспівали в Крематорії кладовища Кенсал-Грін (кладовище). Оскільки за життя співак не відвідував релігійної служби, то його похорон пройшов за зороастрійським ритуалом. У церемонії взяли участь Елтон Джон, музиканти гурту Queen, а також рідні та близькі Фредді Мерк'юрі. Звучали арії Монсеррат Кабальє та Арети Франклін, яких він за життя обожнював. Труну несли в каплицю під звуки «Take My Hand, Precious Lord/You've Got a Friend» у виконанні Арети Франклін. Згідно з заповітом Мерк'юрі, Мері Остін отримала його кремовані останки і поховала їх у невідомому іншим місці. Остін заявила, що не повідомлятиме місця поховання.
Журналістам вдалося розшукати меморіальну дошку, яка може належати легендарному виконавцю. Імовірно, місцем останнього спочинку музиканта стало кладовище Кенсал-Ґрін у Західному Лондоні. На бронзовій плиті викарбувано ім'я Фарруха Бульсари, дати народження і смерті збігаються. Нижче — напис французькою мовою, що в перекладі означає: «Я завжди буду поряд із тобою всім серцем». У кінці фрази — літера М, що можна інтерпретувати як ініціал Мері Остін. Церемонія прощання з Мерк'юрі відбулася на Кенсал-Ґрін, де відбулася кремація. Після цього в пресі тривалий час точилися дискусії довкола місця поховання Фредді. За іншою версією, попіл розвіяли над Женевським озером у Швейцарії.
У своєму заповіті Мерк'юрі залишив більшість свого майна, зокрема будинок та авторські права на записи, Мері Остін, а все, що залишилось — своїм батькам та сестрі. Крім того, він залишив £500,000 кухарю Джо Фанеллі; £500,000 особистому помічникові Пітеру Фрістоуну; £100,000 водієві Террі Гіддінгсу; і £500,000 Джиму Гаттону. Мері Остін і досі живе разом із своєю сім'єю в будинку Мерк'юрі на Лоґан-плейс в Кенсінґтоні (англ. Logan Place, Kensington). Зовнішні стіни останньої домівки Мерк'юрі, Ґарден Лодж, за адресою Логан-Плейс, 1, західний Лондон, стали храмом на честь покійного співака, охочі вшанувати пам'ять розмальовують стіни ґрафіті. Через три роки після його смерті, журнал Тайм-аут повідомив, що «після смерті Фредді, стіни зовні будинку стали найбільшим храмом рок-н-ролу в Лондоні». Прихильники продовжують відвідувати це місце, щоб вшанувати пам'ять через записки, які вони залишають на стінах. 2000 року Гаттон долучився до створення життєпису Мерк'юрі під назвою «Фредді Мерк'юрі, Нерозказана історія», а в листопаді 2006 року дав інтерв'ю газеті Таймс з нагоди 60-ї річниці співака.

## Спадщина

### Посмертна слава

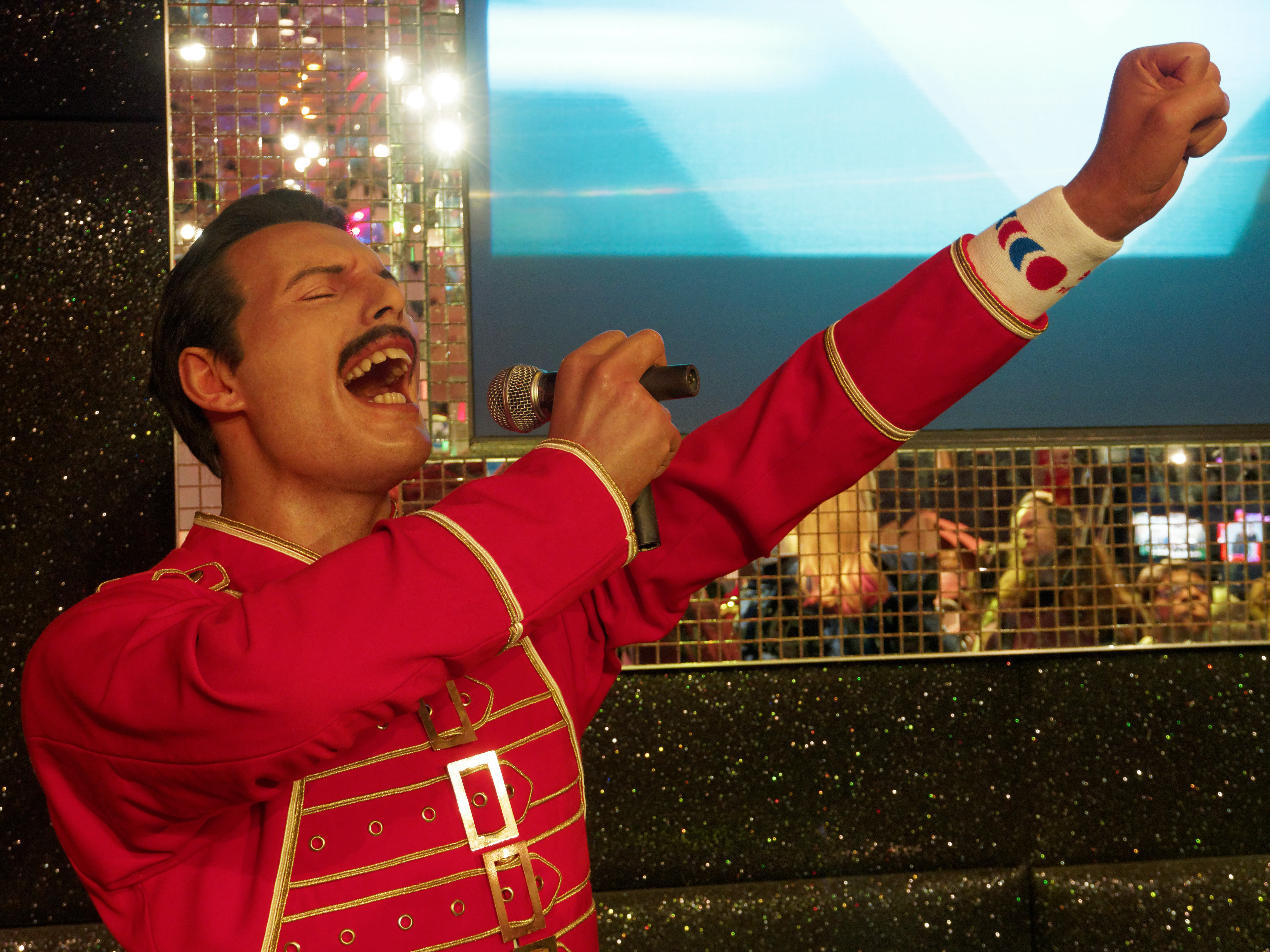
Воскова скульптура Фредді Мерк'юрі в Музеї мадам Тюссо (Лондон)

Важко сказати наскільки смерть Мерк'юрі підвищила популярність Queen. У США, де популярність гурту знизилася в 1980-х роках, продажі альбомів Queen різко зросли 1992 року, через рік після смерті співака. 1992 року один американський критик зазначив, що «те, що циніки називають фактором 'мертвої зірки' зіграло свою роль — Queen перебуває в розпалі відродження». Фільм Світ Вейна, у якому звучить «Богемська рапсодія», також вийшов 1992 року. За даними Американської асоціації компаній звукозапису до 2004 року Queen продав у США 34,5 мільйона альбомів, близько половини з яких розійшлись після смерті Мерк'юрі.
За оцінками, станом на 2006 рік світові продажі платівок Queen за увесь час становили понад 300 мільйонів примірників. У Великій Британії Queen загалом провели більше тижнів у чартах UK Albums Chart, ніж будь-який інший музичний колектив (зокрема й The Beatles), а Queen's Greatest Hits очолює список найпродаваніших альбомів усіх часів у Великій Британії. Дві пісні Мерк'юрі, «We Are the Champions» і «Bohemian Rhapsody», також визнано найкращими піснями всіх часів у головних опитуваннях Sony Ericsson та Книги рекордів Гіннеса, відповідно. Обидві пісні увійшли до Зали слави Греммі; «Bohemian Rhapsody» у 2004 році, а «We Are the Champions» — 2009-му. У жовтні 2007 року читачі журналу Q визнали відео на пісню «Bohemian Rhapsody» найвизначнішим кліпом усіх часів.
Фредді Мерк'юрі досі лишається одним із найулюбленіших виконавців у всьому світі. Його неймовірні сценічні образи і манера поведінки на сцені відомі навіть людям, далеким від музики. У 1992 році Мей, Тейлор та Дікон разом зі світовими рок-зірками дали концерт на стадіоні «Вемблі» в Лондоні в пам'ять про Мерк'юрі, прибуток від якого (понад 19,4 млн фунтів) спрямували у фонди боротьби зі СНІДом. Телетрансляція цього концерту зібрала понад 1 мільярд глядачів по всьому світі. 1995 року вийшов альбом «Made In Heaven», що містив записи, які не виходили за життя Фредді, а також обробки старих пісень. Ім'я Фредді Мерк'юрі стало своєрідною маркою в музиці, синонімом періоду 1980-х. Багато хто з сучасних співаків намагається наслідувати Мерк'юрі, але ще жодному з них не вдалося досягти такого ж успіху, якого досягли Фредді Мерк'юрі та Queen за 20 років спільної роботи.
Відеокліп на пісню «Bohemian Rhapsody», яку написав Фредді, став одним із перших відеокліпів в історії шоу-бізнесу, а сама пісня отримала статус «Найкращої пісні тисячоліття». Такою ж відомою (якщо не більше) є ще одна пісня Мерк'юрі «We Are the Champions», яка стала неофіційним гімном переможців великих спортивних змагань. Нарешті, окремо «Barcelona», його спільна робота з оперною зіркою Монсеррат Кабальє, стала неофіційним гімном Олімпіади 1992 року.

### Посмертний альбомQueen
У листопаді 1995 року Queen випустили альбом Made in Heaven, де представлено невидані роботи Мерк'юрі 1991 року, а також уривки з минулих років і перероблені версії сольних робіт решти учасників колективу. На обкладинці альбому зображений пам'ятник Фредді Мерк'юрі з краєвидом Женевського озера, на який накладено будиночок на березі озера, який він орендував. Саме там він написав і записав свої останні пісні в Mountain Studios. Вкладка до альбому містить слова «присвячується безсмертному духові Фредді Мерк'юрі».
Окрім таких композицій, як «Too Much Love Will Kill You» і «Heaven for Everyone», альбом також містить пісню «Mother Love», останній запис вокалу, зроблений Мерк'юрі перед смертю, для якого він використав драм-машину, до якої Мей, Тейлор і Дікон пізніше додали інструментальний трек. Завершивши передостанній куплет Мерк'юрі сказав іншим членам колективу, що «почувається не дуже добре» і заявив: «я закінчу її коли повернуся, наступного разу». Однак він вже більше не повертався до студії, тож останній куплет пісні згодом записав Мей.

### Вшанування пам'яті

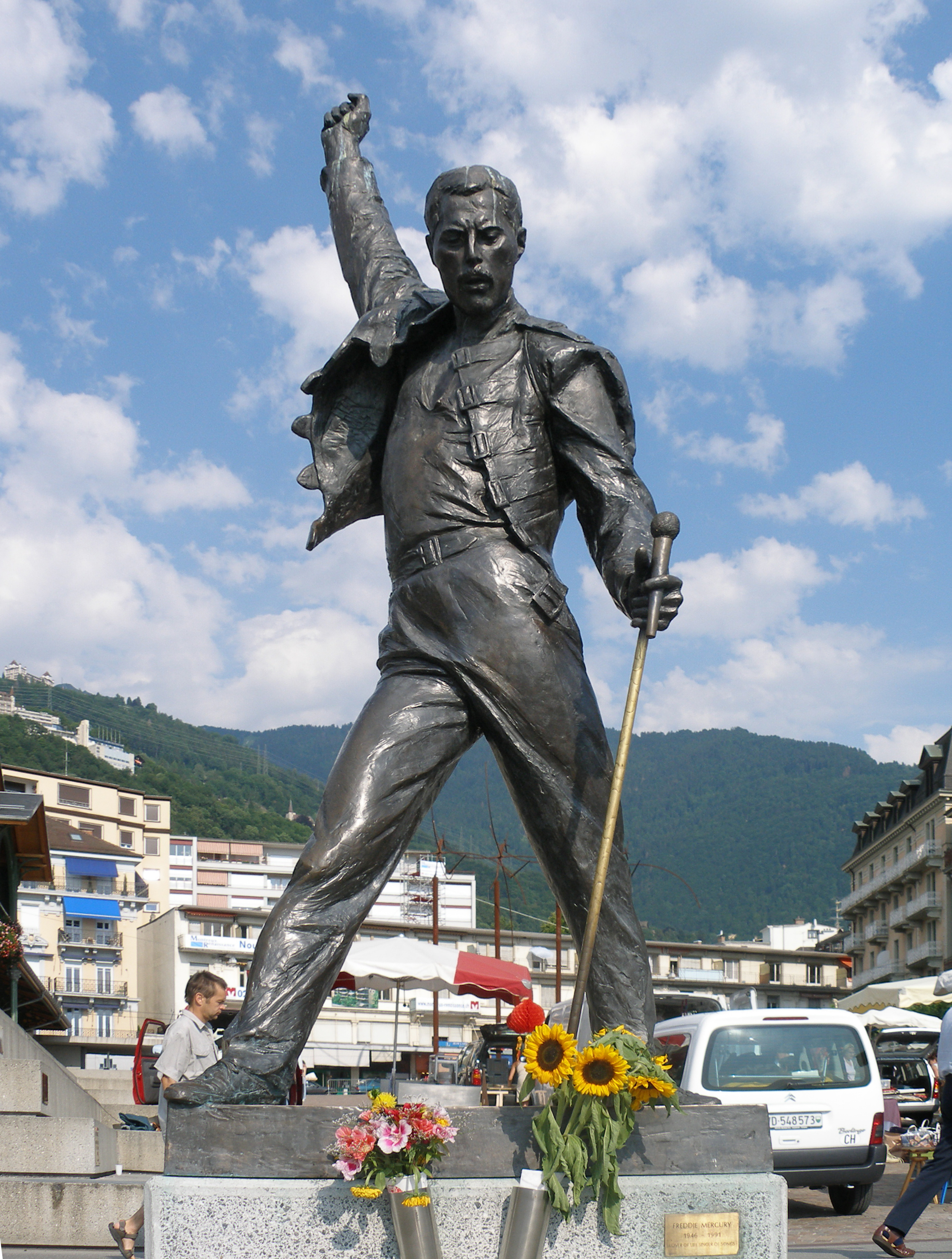
Статуя Фредді Мерк'юрі, який дивиться на Женевське озеро в Монтре (Швейцарія)

Статую в Монтре (Швейцарія), роботи скульптора Ірени Седлецької, звели як вшанування пам'яті Мерк'юрі. Заввишки майже 10 футів (3 м) на тлі краєвиду Женевського озера, її відкрили 25 листопада 1996 року батько Мерк'юрі і Монсеррат Кабальє в присутності колег по гурту Браяна Мея і Роджера Тейлора. Починаючи з 2003 року фанати з усього світу збираються у Швейцарії щороку, аби вшанувати пам'ять співака в рамках «Пам'ятного дня Фредді Мерк'юрі Монтре» в перші вихідні вересня. Гурт The Bearpark And Esh Colliery Band виступив біля пам'ятника Фредді Мерк'юрі 1 червня 2010 року.
У 1997 році троє членів Queen, що залишились, випустили пісню «No-One but You (Only the Good Die Young)», присвячену Мерк'юрі і всім тим, хто помер занадто рано. 1999 року Royal Mail випустила марку з зображенням Мерк'юрі на сцені в рамках серії Millennium stamp.
2009 року зірку на честь Мерк'юрі відкрили у Фелтемі (Лондон), куди його сім'я переїхала після прибуття до Англії в 1964 році. Зірку в пам'ять про досягнення Мерк'юрі представили на Фелтем Хай-Стріт його мати Джер Бульсара і товариш по Queen Браян Мей.

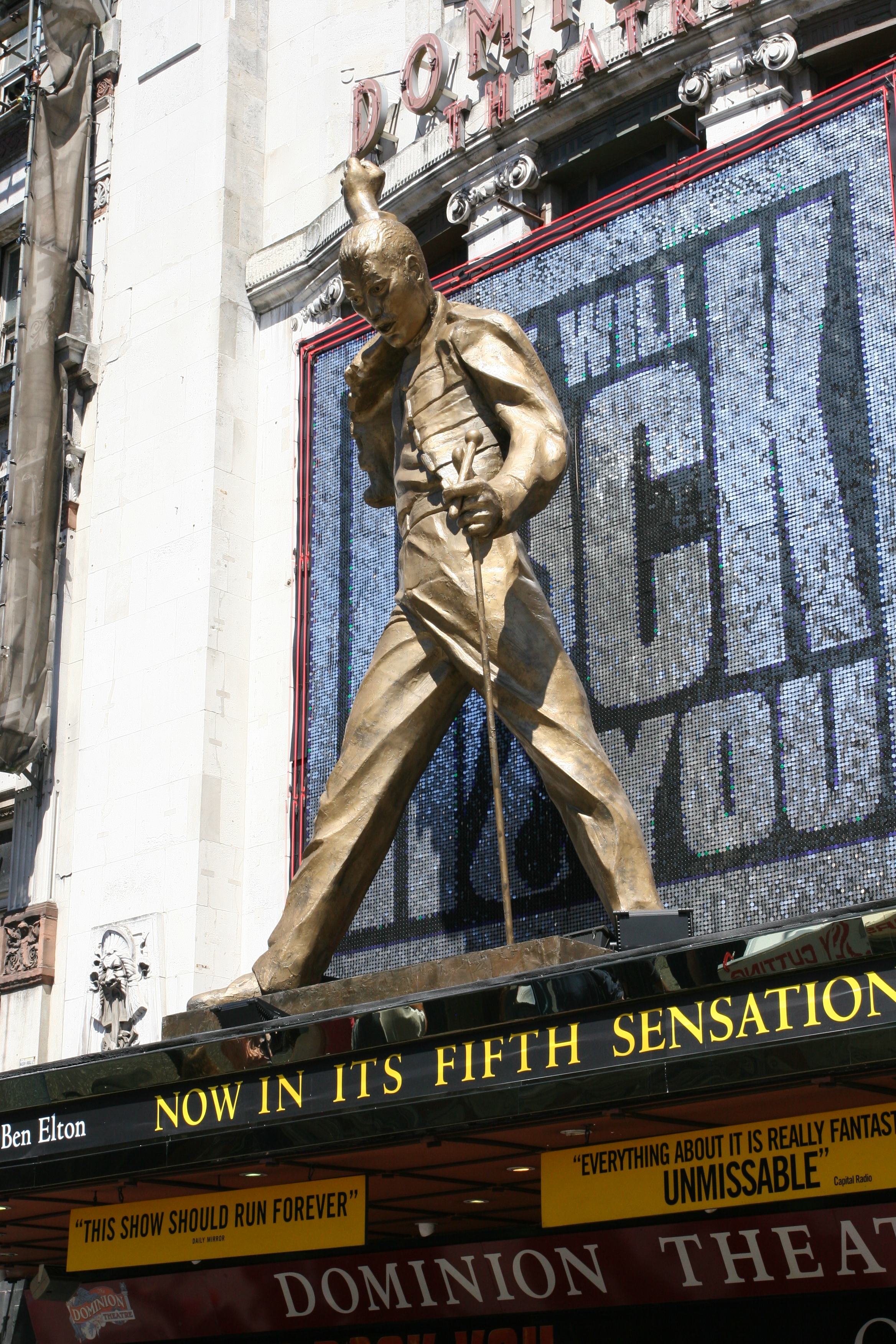
Статуя Мерк'юрі над входом до Театру «Домініон» у Вест-енді

Статуя Мерк'юрі стояла над входом до Театру «Домініон» в лондонському Вест-Енді з травня 2002 року до травня 2014 року, поки там йшов мюзикл We Will Rock You у спільній постановці Queen і Бена Елтона. Впродовж 2009 року триб'ют на честь Queen демонстрували на відеонавісі Fremont Street Experience у Центрі Лас-Вегаса. У грудні 2009 року велику модель Мерк'юрі з вдягнутим тартаном виставили на огляд в Единбурзі як рекламу постановки Will Rock You в театрі Плейгаус.
2011 року, на честь 65-ї річниці від дня народження Мерк'юрі, компанія Google присвятила цій події дудл. Він містив анімаційну вставку на пісню Мерк'юрі «Don't Stop Me Now». Посилаючись на «покійного, великого Фредді Мерк'юрі» у своїй інавгураційній промові до Зали слави рок-н-ролу 2012 року Guns N' Roses цитували слова Мерк'юрі з його пісні «We Are the Champions»; «я розкланювався, виходив на заклики з-за куліс, ви принесли мені славу і багатство, і все, що з нею пов'язано, і я дякую вам усім».
Вшанували пам'ять Queen і Мерк'юрі під час Церемонії закриття літніх Олімпійських ігор 2012 у Лондоні. Виконання гуртом пісні «We Will Rock You» з Джессі Джей розпочалось з відео, де Мерк'юрі спілкується з публікою під час концерту на стадіоні Вемблі 1986, а публіка 2012 року на Олімпійському стадіоні реагувала відповідно.
Жабу роду Mercurana, виявлену 2013 року в штаті Керала (Індія), назвали на вшанування пам'яті співака, оскільки «запальна музика Мерк'юрі надихнула авторів». Крім того, неподалік від місця відкриття Фредді провів більшу частину свого дитинства.
1 вересня 2016 року сестра співака Кашміра Кук і Браян Мей відкрили синю табличку організації English Heritage на будинку Мерк'юрі за адресою Гледстоун Авеню, 22, у Фелтемі (західний Лондон). Державний секретар з питань культури Великої Британії Карен Бредлі, що була присутня на церемонії, назвала Мерк'юрі «одним з найвпливовіших британських музикантів», і додала, що він «є світовим кумиром, чия музика торкнулася життя мільйонів людей у всьому світі». 5 вересня 2016 року, до 70-річчя від дня народження Мерк'юрі, астероїд 17473 Freddiemercury назвали на його честь.

### Важливе значення в історії боротьби зі СНІДом
Оскільки Мерк'юрі став першим з-поміж рок-зірок, хто помер від СНІДу, то його смерть стала важливою подією в історії цієї хвороби. У квітні 1992 року решта членів гурту Queen заснували фонд Mercury Phoenix Trust та організували Концерт пам'яті Фредді Мерк'юрі, який відбувся 20 квітня 1992 року, щоб відзначити життя і спадщину Мерк'юрі, а також зібрати гроші для досліджень в галузі СНІДу. Відтоді фонд Mercury Phoenix Trust зміг зібрати мільйони фунтів для різних благодійних організацій, пов'язаних зі СНІДом. Той концерт відбувся на Лондонському стадіоні «Вемблі» в присутності 72 тис. глядачів і в ньому взяли участь різноманітні знамениті гості, зокрема, Роберт Плант (із Led Zeppelin), Роджер Долтрі (із The Who), Extreme, Елтон Джон, Metallica, Девід Бові, Енні Леннокс, Тоні Айоммі (із Black Sabbath), Guns N' Roses, Елізабет Тейлор, Джордж Майкл, Def Leppard, Seal, Лайза Міннеллі та U2 (за допомогою супутникового зв'язку). Елізабет Тейлор назвала Мерк'юрі «надзвичайною рок-зіркою, що пронеслась через наш культурний ландшафт, мов комета небом». Концерт транслювався в прямому ефірі в 76 країнах, а загальна глядацька аудиторія за оцінками становила близько 1 мільярда осіб.

### Місце в рейтингах найвпливовіших осіб
Декілька опитувань, проведених за останні десятиліття, показують, що репутація Фредді Мерк'юрі можливо й справді посилилася після його смерті. Наприклад, згідно з опитуванням 2002 року, яке відбулося в ефірі BBC, він посів 58-му місце в списку «100 найвизначніших британців». В японському національному опитуванні 2007 року «100 найвпливовіших героїв» він посів 52-ге місце. Попри те, що гей-активісти критикували Мерк'юрі за приховування свого ВІЛ-статусу, автор Пол Расселл включив його у свою книгу «100 геїв: рейтинг найвпливовіших геїв і лесбійок минулого і сьогодення». 2008 року Мерк'юрі посів 18-е місце у рейтингу «100 найкращих співаків усіх часів» журналу Rolling Stone Мерк'юрі визнали найкращим співаком серед чоловіків у рейтингу MTV «22 найвидатніші голоси в музиці». У 2011 році Мерк'юрі посів друге місце в читацькому рейтингу журналу «Rolling Stone» «Найкращі вокалісти всіх часів».

### Зображення на сцені
24 листопада 1997 року в Нью-Йорку відкрилася монодрама про життя Фредді Мерк'юрі під назвою Мерк'юрі: Загробне життя і часи рок-бога. У ній показано життя Фредді Мерк'юрі: його пошуки спасіння і своєї справжньої сутності. П'єсу написав режисер Чарльз Мессіна, а роль Мерк'юрі зіграв Халід Гонсалвеш (né Paul Gonçalves), а потім Амір Дарвіш. Біллі Скваєр відкрив одну з вистав акустичним виконанням пісні «I Have Watched You Fly», яку він написав про Мерк'юрі.

### Зображення в кіно і на телебаченні

#### Біографічний Фільм
У вересні 2010 року Браян Мей оголосив у інтерв'ю BBC., що Саша Барон Коен, відомий за своїми комедійними персонажами Бората, Ali G та Бруно, пройшов проби на роль Мерк'юрі в біографічному фільмі. Журнал Тайм похвалив цей вибір, відзначивши вміння актора співати і його схожість із Мерк'юрі. Автором сценарію мав стати Пітер Морган, номінант премії «Оскар»-номінація за його кіносценарії Queen і Фрост проти Ніксона. Фільм, співпродюсером якого мала стати фірма Роберта де Ніро TriBeCa Productions, здебільшого мав зображувати період заснування Queen, а також переддень знаменитого концерту Live Aid. Зйомки планували почати десь 2011 року.
У квітні 2011 року Мей підтвердив, що підготовка до виробництва триває. Він сказав, що гурт схвалив початок роботи знімальної групи наприкінці 2011 року, а завзяття Барона Коена було ключем до успіху. Проте, в липні 2013 року, Барон Коен залишив цю роль через творчі розбіжності з учасниками гурту Queen. Мей сказав, вони розлучилися в добрих стосунках, і додав, що гурт відчував, що присутність Коена відволікає.
У грудні 2013 року оголосили, що Бена Вішоу, відомого за роллю Q у фільмах про Джеймса Бонда 007: Координати «Скайфолл» і 007: Спектр, обрали замість Коена на роль Мерк'юрі. Режисером оголосили британського актора і режисера Декстера Флетчера, але він полишив проєкт у березні 2014 року. Виробництво мало розпочатися влітку 2014 року; будь-яка затримка призвела б до появи нових проблем, оскільки Вішоу мав розпочати роботу над наступним фільмом про Джеймса Бонда до кінця року.
Наприкінці 2015 року продюсери GK Films найняли Ентоні Маккартена для написання нового сценарію. У березні 2016 року, під час інтерв'ю на Шоу Говарда Стерна, Коен розповів про свій відхід і творчі розбіжності з Меєм і Тейлором — зокрема про те, чи буде сюжет фільму розповідати про події після смерті Мерк'юрі 1991 року, а також щодо команди, до якої увійшли Морган, Девід Фінчер і Том Гупер. 4 листопада 2016 року оголосили, що фільмом тепер займатимуться 20th Century Fox, New Regency і GK Films, зйомки повинні були розпочатися на початку 2017 року. Роль Мерк'юрі мав грати Рамі Малек, а на посаду режисера обрали Браяна Сінгера.
Світова прем'єра фільму «Богемна рапсодія» («Bohemian Rhapsody») відбулася 23 жовтня 2018 року у Вемблі Арені, він отримав велику кількість різноманітних нагород і порцію критики за історичні неточності.

#### Інші зображення
Мерк'юрі з'явився як другорядний персонаж у телевізійній драмі BBC, Найкращий смак: історія Кенні Еверетта, яка вперше вийшла в ефір у жовтні 2012 року. Його зіграв актор Джеймс Флойд.
Актор Джон Блант зіграв співака у програмі Історія Фредді Мерк'юрі: Хто хоче жити вічно, яка вперше вийшла в ефір у Великій Британії на 5 каналі у листопаді 2016 року. Хоча програму розкритикували за зосередження на любовному житті та сексуальності Мерк'юрі, але гра Бланта і його подібність до співака отримали схвалення.

## Дискографія
1. «Mr. Bad Guy» (Альбом вийшов 29 квітня 1985 року)
2. «Barcelona» (Альбом вийшов 10 жовтня 1988 року)
3. «The Freddie Mercury Album» (Альбом вийшов 17 листопада 1992 року)
4. «The Great Pretender» (Альбом вийшов 24 листопада 1992 року тільки у США)
5. «Freddie Mercury — Remixes» (Альбом вийшов 1 листопада 1993 року в Болівії, Бразилії, Італії, Голландії та Японії)
6. «The Solo Collection» (Бокс сет вийшов 23 жовтня 2000 року у Великій Британії, Європі та Японії)
7. «Solo» (Альбом вийшов у 2000 році)
8. «Lover of Life, Singer of Songs — The Very Best of Freddie Mercury Solo» (Альбом вийшов 4 вересня 2006 року)

## Відеографія
1. «The Video EP» (VHS-випуск вийшов 21 липня 1986 року)
2. «The Great Pretender» (VHS-випуск вийшов 16 березня 1987 року тільки у Великій Британії)
3. «The Barcelona EP» (VHS-випуск вийшов 6 лютого 1989 року)
4. «The Video Collection» (DVD-випуск вийшов 23 жовтня 2000 року)
5. «The Video Collection» (VHS-випуск вийшов 6 листопада 2000 року)
6. «Lover of Life Singer of Songs» (DVD-випуск вийшов 4 вересня 2006 року)
7. «Lover of Life, Singer of Songs» (Collectors Edition 2CD+2DVD — випуск вийшов 20 листопада 2006 року)